# Jazennes
Jazennes es una población y comuna francesa, situada en la región de Poitou-Charentes, departamento de Charente Marítimo, en el distrito de Saintes y cantón de Gémozac.

## Demografía
| 572                       | 587 | 537 | 618 | 624 | 586 | 585 | 580 | 606 | 623 | 612 | 593 | 537 | 568 | 525 | 515 | 530 | 526 | 546 | 525 | 509 | 467 | 468 | 499 | 454 | 411 | 450 | 423 | 372 | 335 | 349 | 367 | 367 | 460 | 482 |
| (Fuente: INSEE y Cassini) |     |     |     |     |     |     |     |     |     |     |     |     |     |     |     |     |     |     |     |     |     |     |     |     |     |     |     |     |     |     |     |     |     |     |

## Personas relevantes ligadas a la Comuna
| Nombre de los señores de Jazennes        | Títulos que poseyeron                                                                       |
| ---------------------------------------- | ------------------------------------------------------------------------------------------- |
| RABAINE PISANY (de) Guillon              | seigneur de Gemozac, Rabaine en Pons, Jazennes, Montils, Rouffiac, Cagouillac, Carlay, Assy |
| RABAINE JAZENNES (de) Jean (aprox. 1492) | seigneur de Jazennes                                                                        |
| RABAINE JAZENNES (de) Paul (+ 1661)      | seigneur de Jazennes, en partie, Tanzac, à cause de Briagne, Cravans                        |
| RABAINE JAZENNES (de) René de Rabaine    | seigneur de Jazennes, Cravans                                                               |
| RABAINE JAZENNES (de) Yvon               | seigneur de Jazennes                                                                        |
| RABAINE USSON (de) Guillon (+1450)       | seigneur de Gemozac, Rabaine en Pons, Jazennes, Montils, Rouffiac, Cagouillac, Carlay, Assy |

Fuente: Maison de Rabaine, cuya ascendencia procede de Charlotte Blanc de Rabaine, rama de Jazennes, una de las últimas marquesas de Saintonge y una de las 60 portadoras del patronímico "de Rabaine Jazennes")